# Licuala cabalionii
Licuala cabalionii là loài thực vật có hoa thuộc họ Arecaceae. Loài này được Dowe mô tả khoa học đầu tiên năm 1993.